# Raketattacken i Köpenhamn 1996
Raketattacken i Köpenhamn 1996 (egentligen en granatattack) inträffade den 6 oktober 1996 när ett Carl Gustaf 84 mm granatgevär avfyrades mot Hells Angels högkvarter i Köpenhamn, där två personer dödades och nitton andra skadades. En prospect (provmedlem) i det rivaliserande Bandidos dömdes för attacken, som inträffade under stora nordiska MC-kriget (1994–1997).

## Bakgrund
En konflikt mellan Bandidos och Hells Angels, känd som stora nordiska MC-kriget, inleddes i januari 1994. Efter dess början i södra Sverige ägde våld mellan de rivaliserande klubbarna också rum i Norge och Finland, innan det så småningom nådde Danmark den 26 december 1995, då två Hells Angels -medlemmar misshandlades svårt av en grupp Bandidos på en restaurang i Köpenhamn. Hells Angels hämnades genom att överfalla och skjuta Bandidosmedlemmar på Köpenhamns flygplats den 10 mars 1996, och även döda presidenten för Bandidos "Southside", Uffe Lindenskov Larsen, något som utlöste den mest våldsamma fasen i MC-kriget. Den 17 april 1996 träffades klubbhuset för Hells Angels "South" i Snoldelev av en pansarvagnsmissil. Fjorton bikers inne i huset lyckades undvika allvarliga skador. Fyra timmar senare träffade en andra missil klubbhuset i Hells Angels-anslutna Avengers Motorcycle Club i Ålborg. Fyra gängmedlemmar som sov i byggnaden lyckades undgå skador från missilen, som inte detonerade. En serie skjutningar, granatattacker och bilbombningar utfördes under de följande månaderna.
Byggnaden som användes som klubbhus av Hells Angels Köpenhamn, som ligger vid Titangade 2–4 i stadsdelen Ydre Nørrebro, utpekades som måltavla för första gången den 21 juli 1996, då en sex kilos fjärrstyrd bomb som gömts i en sportväska placerades framför klubbhuset. Bomben exploderade inte, då den radiostyrda avtryckaren inte fungerade, vilket kan ha räddat livet på fyra Hells Angels-medlemmar i byggnaden, tillsammans med civilpersoner på gatan. Bomben detonerades senare av polisen. Fingeravtrycket av Jacob "Hip Hop" Andersen, medlem i Bandidos i Dalby, hittades på sportväskan av polisens tekniker. Han dömdes till tre och ett halvt års fängelse 1997. Under påtryckningar från lokalbefolkningen beordrade dåvarande borgmästaren i Köpenhamn, Jens Kramer Mikkelsen, Hells Angels att lämna sitt högkvarter, som de hyrde av staden enligt en lag som tillhandahöll billiga hyreskontrakt till klubbar och medborgerliga organisationer. Hells Angels vägrade dock.

## Attacken
På kulmen av MC-kriget tog Hells Angels Köpenhamn det kontroversiella beslutet att vara värd för det årliga "Viking Party" i deras klubbhus på Titangade på Nørrebro den 5 oktober 1996. På festen deltog cirka 150 personer, bland annat från Hells Angels i Danmark och Sverige, samt lokala invånare som blivit inbjudna av klubben via affischer, i ett uppenbart försök att snärja personer som var upprörda över det pågående våldet. I väntan på ytterligare en attack patrullerade poliser området, och parkering nära klubbhuset förbjöds.
Cirka klockan 3:05 den 6 oktober 1996 avfyrades ett Carl Gustaf 84 mm granatgevär mot klubbhuset. Missilen exploderade efter att ha trängt in i husets betongvägg, vilket orsakade två personers död – 39-årige provmedlemmen i Hells Angels Louis Linde Nielsen och 29-åriga ensamstående mamman Janne Krohn. Den sistnämnda bodde i närområdet och hade ingen koppling till klubben. 19 personer skadades, bland andra Christian Middelboe, som var president för Hells Angels Danmark. Alla som skadades var danska medborgare, förutom en norsk medborgare. Omkring hälften av festens deltagare samlades runt en bar då explosionen inträffade. Skadorna orsakades av granatsplitter eller av den extrema värmen som granaten genererade. Carl Gustaf M3 84 mm rekylfritt pansarvapen som användes i attacken, var ett av tolv stulna från en av svenska arméns vapendepåer i Malmö, under ett inbrott den 19 februari 1994. En andra, icke avfyrad granat hittades även vid eldpositionen för den första granaten. Andra källor har rapporterat att vapnet som använts var en AT4.

## Efterspel
Raketattacken mot Hells Angels klubbhus anses vara kulmen på stora nordiska MC-kriget. Janne Krohn blev den första personen utanför gängmiljön som dödades till följd av konflikten och politiskt fördömande följde attacken, då Danmarks premiärminister Poul Nyrup Rasmussen beskrev händelsen som "avskyvärd". Justitieminister Bjørn Westh, tillsammans med högt uppsatta polismän, besökte platsen för attacken. Den danska regeringen svarade på upptrappningen av våldet med lagstiftning mot brottslighet, vilket resulterade i ökade befogenheter för polisen och längre fängelsestraff för många brott. Ett lagförslag, känt som Rockerloven av media, antogs den 15 oktober 1996 för att tillåta polisen att avhysa motorcykelgäng från sina klubbhus.

## Rättegång
Bandidos misstänktes som gärningsmän omedelbart efter attacken, och polisen sökte igenom flera Bandidosmedlemmars hem i Köpenhamn. Bandidosmedlemmen Mickey Borgfjord Larsen greps den 24 oktober 1996 efter att hans fingeravtryck hittades på en automatpistol som kastades av angriparna i Fælledparken efter attacken. Han åtalades för attacken mot klubbhuset Hells Angels samt mordförsök på Hells Angelsmedlemmen Jørn "Jønke" Nielsen, som sköts i sin cell vid Jyderups fängelse den 25 juli 1996. Larsen släpptes efter fyra månaders häktning i brist på bevis.